# Модерна породица
Модерна породица (енгл. Modern Family) америчка је породична комедија ситуације, аутора Кристофера Лојда и Стивена Левитана за American Broadcasting Company. Трајала је 11 сезона, од 23. септембра 2009. до 8. априла 2020. године. Прати животе три различите породичне структуре у предграђу Лос Анђелеса, које повезује патријарх, Џеј Причет.
Кристофер Лојд и Стивен Левитан осмислили су серију док су разговарали о сопственим „модерним породицама”. Модерна породица има ансамблску поделу улога и представљена је у стилу документарца, при чему ликови често говоре директно у камеру у сегментима исповедног интервјуа.
Серија је обновљена за 10. сезону 10. маја 2017, која је премијерно емитована 26. септембра 2018, а затим за једанаесту и финалну сезону 5. фебруара 2019, која је премијерно емитована 25. септембра 2019. године. Финале серије је емитовано 8. априла 2020. године.
Модерна породица је добила похвале критичара током првих неколико сезона. Пријем критичара постајао је све помешанији како је серија напредовала, али је задржала базу верних обожаватеља током својих 11 сезона и била је стално популарна. Финална сезона добила је углавном позитивне критике, а финална епизода је имала 7,37 милиона гледалаца. Ретроспективни документарац који је емитован пре финалне епизоде имао је 6,72 милиона гледалаца.
Серија је освојила награду Еми за најбољу хумористичку серију у свакој од својих првих пет година и награду Еми за најбољег споредног глумца у хумористичкој серији четири пута, по два пута за Ерика Стоунстрита и Таја Барела, као и за најбољу споредну глумицу у хумористичкој серија два пута за Џули Боуен. Освојила је укупно 22 награде Еми из 75 номинација. Такође је освојила награду Златни глобус за најбољу телевизијску серију у категорији мјузикла или комедије 2011. године.
Српска премијера серије је била на HBO Comedy-ју 26. априла 2010. године, док је финална епизода емитована 16. јула 2020. године. Касније је емитована на Fox-у. Успех серије довео је до тога да буде 10. серија са највећим приходима за 2012. годину, са зарадом од 2,13 милиона долара по епизоди.

## Радња
Модерна породица се врти око три различите врсте породица (уже, помешане и истополне) које живе у области Лос Анђелеса, а које су међусобно повезане преко Џеја Причета и његове деце, ћерке Клер и сина Мичела. Патријарх Џеј се поново оженио много млађом женом, Глоријом Делгадо Причет (рођена Рамирез), страственом колумбијском имигранткињом са којом има малог сина Фулхенсија Џозефа „Џоа” Причета и сина из Глоријиног претходног брака, Мануела „Манија” Делгада. Џејева бивша супруга Диди и Глоријин бивши супруг Хавијер повремено се појављују у серији.
Џејева ћерка Клер је била домаћица, али се вратила у пословни свет. Она је сада извршна директорка предузећа свог оца, Pritchett's Closets and Blinds. Удата је за Фила Данфија, агента некретнина и самозваног „кул тату”, који је такође мађионичар аматер. Имају троје деце: Хејли, стереотипну тинејџерку; Алекс, интелигентно, али штреберско средње дете; и Лука, необичног сина. Хејлин повремени дечко Дилан се често појављује у серији.
Џејев син адвокат Мичел и његов супруг Камерон Такер имају једну усвојену ћерку, Лили Такер-Причет, вијетнамског порекла. У финалу серије усвајају још једно дете, дечака по имену Рексфорд. Као што име говори, ова породица представља модерну породицу, а епизоде су комично темељене на ситуацијама са којима се многе породице сусрећу у стварном животу.

## Глумци и улоге

### Главне улоге
- Ед О’Нил као Џеј Причет, Глоријин супруг, Клерин, Мичелов и Џоов отац и Манијев очух
- Софија Вергара као Глорија Марија Рамирез Делгадо Причет, Џејева друга супруга, Манијева и Џоова мајка
- Џули Боуен као Клер Данфи, Џејева ћерка, Филова супруга и Хејлина, Алексина и Лукова мајка
- Тај Барел као Фил Данфи, Клерин супруг, Џејев зет и Хејлин, Алексин и Луков отац
- Џеси Тајлер Фергусон као Мичел Причет, Камеронов супруг, Џејев син, Лилин и Рексфордов отац
- Ерик Стоунстрит као Камерон Такер, Мичелов супруг, Џејев зет, Лилин и Рексфордов отац
- Сара Хајланд као Хејли Данфи, Клерина и Филова ћерка, а касније Диланова супруга и Попина и Џорџова мајка
- Аријел Винтер као Алекс Данфи, Клерина и Филова ћерка
- Нолан Гулд као Лук Данфи, Клерин и Филов син
- Рико Родригез као Мануел Алберто Хавиер Алехандро Рамирез „Мани” Делгадо, Глоријин син и Џејев посинак
- Обри Андерсон-Емонс као Лили Такер-Причет, Мичелова и Камеронова усвојена ћерка која је рођена у Вијетнаму (главна улога у 3—11. сезони; тумачиле Џејден Хилер и Ела Хилер у 1. и 2. сезони)
- Џереми Магвајер као Фулхенсио Џозеф „Џо” Причет, Џејев и Глоријин син и Клерин, Мичелов и Манијев полубрат (споредна улога у 4—6. сезони; главна у 7—11. сезони; тумачиле Ребека и Сијера Марк у 4. сезони и Пирс Волас у 5. и 6. сезони)
- Рид Јуинг[12] као Дилан Маршал, Хејлин повремени дечко, а касније супруг и Попин и Џорџов отац (споредна улога у 1—5 и 7. сезони; гостујућа у 6, 8—9. сезони и главна у 11. сезони)

### Породично стабло
Ликови у зеленом чине главне улоге серије. Тачкасте линије означавају родитељски однос кроз усвајање или брак, а испрекидане линије означавају развод између ликова. † Означава покојног лика.
| Хавијер Делгадо | Хавијер Делгадо | Хавијер Делгадо | Хавијер Делгадо | Хавијер Делгадо | Хавијер Делгадо |              |              | Глорија Причет | Глорија Причет | Глорија Причет | Глорија Причет | Глорија Причет | Глорија Причет |               |               |               |               |               |               |           |  |            |            |                   |                   |                   |                   |                   |                   |  |  | Џеј Причет            | Џеј Причет            | Џеј Причет            | Џеј Причет            | Џеј Причет            | Џеј Причет            |  |  |              |              |              |              | Диди Причет † | Диди Причет † | Диди Причет † | Диди Причет † | Диди Причет † | Диди Причет † |             |             |             |             |            |            | Грејс Данфи † | Грејс Данфи † | Грејс Данфи † | Грејс Данфи † | Грејс Данфи † | Грејс Данфи † |           |           | Френк Данфи † | Френк Данфи † | Френк Данфи † | Френк Данфи † | Френк Данфи † | Френк Данфи † |  |  |  |  |
| Хавијер Делгадо | Хавијер Делгадо | Хавијер Делгадо | Хавијер Делгадо | Хавијер Делгадо | Хавијер Делгадо |              |              | Глорија Причет | Глорија Причет | Глорија Причет | Глорија Причет | Глорија Причет | Глорија Причет |               |               |               |               |               |               |           |  |            |            |                   |                   |                   |                   |                   |                   |  |  | Џеј Причет            | Џеј Причет            | Џеј Причет            | Џеј Причет            | Џеј Причет            | Џеј Причет            |  |  |              |              |              |              | Диди Причет † | Диди Причет † | Диди Причет † | Диди Причет † | Диди Причет † | Диди Причет † |             |             |             |             |            |            | Грејс Данфи † | Грејс Данфи † | Грејс Данфи † | Грејс Данфи † | Грејс Данфи † | Грејс Данфи † |           |           | Френк Данфи † | Френк Данфи † | Френк Данфи † | Френк Данфи † | Френк Данфи † | Френк Данфи † |  |  |  |  |
|                 |                 |                 |                 |                 |                 |              |              |                |                |                |                |                |                |               |               |               |               |               |               | Џо Причет |  |            |            |                   |                   |                   |                   |                   |                   |  |  |                       |                       |                       |                       |                       |                       |  |  |              |              |              |              |               |               |               |               |               |               |             |             |             |             |            |            |               |               |               |               |               |               |           |           |               |               |               |               |               |               |  |  |  |  |
|                 |                 |                 |                 |                 |                 |              |              |                |                |                |                |                |                |               |               |               |               |               |               |           |  |            |            |                   |                   |                   |                   |                   |                   |  |  |                       |                       |                       |                       |                       |                       |  |  |              |              |              |              |               |               |               |               |               |               |             |             |             |             |            |            |               |               |               |               |               |               |           |           |               |               |               |               |               |               |  |  |  |  |
|                 |                 |                 |                 |                 |                 |              |              |                |                |                |                |                |                |               |               |               |               |               |               |           |  |            |            |                   |                   |                   |                   |                   |                   |  |  |                       |                       |                       |                       |                       |                       |  |  |              |              |              |              |               |               |               |               |               |               |             |             |             |             |            |            |               |               |               |               |               |               |           |           |               |               |               |               |               |               |  |  |  |  |
|                 |                 |                 |                 | Мани Делгадо    | Мани Делгадо    | Мани Делгадо | Мани Делгадо | Мани Делгадо   | Мани Делгадо   |                |                |                |                | Мерл Такер    | Мерл Такер    | Мерл Такер    | Мерл Такер    | Мерл Такер    | Мерл Такер    |           |  | Барб Такер | Барб Такер | Барб Такер        | Барб Такер        | Барб Такер        | Барб Такер        |                   |                   |  |  |                       |                       |                       |                       |                       |                       |  |  |              |              |              |              |               |               |               |               |               |               |             |             |             |             |            |            |               |               |               |               |               |               |           |           |               |               |               |               |               |               |  |  |  |  |
|                 |                 |                 |                 | Мани Делгадо    | Мани Делгадо    | Мани Делгадо | Мани Делгадо | Мани Делгадо   | Мани Делгадо   |                |                |                |                | Мерл Такер    | Мерл Такер    | Мерл Такер    | Мерл Такер    | Мерл Такер    | Мерл Такер    |           |  | Барб Такер | Барб Такер | Барб Такер        | Барб Такер        | Барб Такер        | Барб Такер        |                   |                   |  |  |                       |                       |                       |                       |                       |                       |  |  |              |              |              |              |               |               |               |               |               |               |             |             |             |             |            |            |               |               |               |               |               |               |           |           |               |               |               |               |               |               |  |  |  |  |
|                 |                 |                 |                 |                 |                 |              |              |                |                |                |                |                |                |               |               |               |               |               |               |           |  |            |            |                   |                   |                   |                   |                   |                   |  |  |                       |                       |                       |                       |                       |                       |  |  |              |              |              |              |               |               |               |               |               |               |             |             |             |             |            |            |               |               |               |               |               |               |           |           |               |               |               |               |               |               |  |  |  |  |
|                 |                 |                 |                 |                 |                 |              |              |                |                |                |                |                |                |               |               |               |               |               |               |           |  |            |            |                   |                   |                   |                   |                   |                   |  |  |                       |                       |                       |                       |                       |                       |  |  |              |              |              |              |               |               |               |               |               |               |             |             |             |             |            |            |               |               |               |               |               |               |           |           |               |               |               |               |               |               |  |  |  |  |
|                 |                 |                 |                 |                 |                 |              |              |                |                |                |                |                |                | Памерон Такер | Памерон Такер | Памерон Такер | Памерон Такер | Памерон Такер | Памерон Такер |           |  |            |            | Камерон Такер     | Камерон Такер     | Камерон Такер     | Камерон Такер     | Камерон Такер     | Камерон Такер     |  |  | Мичел Причет          | Мичел Причет          | Мичел Причет          | Мичел Причет          | Мичел Причет          | Мичел Причет          |  |  |              |              |              |              |               |               |               |               |               |               | Клер Данфи  | Клер Данфи  | Клер Данфи  | Клер Данфи  | Клер Данфи | Клер Данфи |               |               |               |               |               |               | Фил Данфи | Фил Данфи | Фил Данфи     | Фил Данфи     | Фил Данфи     | Фил Данфи     |               |               |  |  |  |  |
|                 |                 |                 |                 |                 |                 |              |              |                |                |                |                |                |                | Памерон Такер | Памерон Такер | Памерон Такер | Памерон Такер | Памерон Такер | Памерон Такер |           |  |            |            | Камерон Такер     | Камерон Такер     | Камерон Такер     | Камерон Такер     | Камерон Такер     | Камерон Такер     |  |  | Мичел Причет          | Мичел Причет          | Мичел Причет          | Мичел Причет          | Мичел Причет          | Мичел Причет          |  |  |              |              |              |              |               |               |               |               |               |               | Клер Данфи  | Клер Данфи  | Клер Данфи  | Клер Данфи  | Клер Данфи | Клер Данфи |               |               |               |               |               |               | Фил Данфи | Фил Данфи | Фил Данфи     | Фил Данфи     | Фил Данфи     | Фил Данфи     |               |               |  |  |  |  |
|                 |                 |                 |                 |                 |                 |              |              |                |                |                |                |                |                |               |               |               |               |               |               |           |  |            |            |                   |                   |                   |                   |                   |                   |  |  |                       |                       |                       |                       |                       |                       |  |  |              |              |              |              |               |               |               |               |               |               |             |             |             |             |            |            |               |               |               |               |               |               |           |           |               |               |               |               |               |               |  |  |  |  |
|                 |                 |                 |                 |                 |                 |              |              |                |                |                |                |                |                |               |               |               |               |               |               |           |  |            |            |                   |                   |                   |                   |                   |                   |  |  |                       |                       |                       |                       |                       |                       |  |  |              |              |              |              |               |               |               |               |               |               |             |             |             |             |            |            |               |               |               |               |               |               |           |           |               |               |               |               |               |               |  |  |  |  |
|                 |                 |                 |                 |                 |                 |              |              |                |                |                |                |                |                | Калхун Џонсон | Калхун Џонсон | Калхун Џонсон | Калхун Џонсон | Калхун Џонсон | Калхун Џонсон |           |  |            |            | Лили Такер-Причет | Лили Такер-Причет | Лили Такер-Причет | Лили Такер-Причет | Лили Такер-Причет | Лили Такер-Причет |  |  | Рексфорд Такер-Причет | Рексфорд Такер-Причет | Рексфорд Такер-Причет | Рексфорд Такер-Причет | Рексфорд Такер-Причет | Рексфорд Такер-Причет |  |  | Дилан Маршал | Дилан Маршал | Дилан Маршал | Дилан Маршал | Дилан Маршал  | Дилан Маршал  |               |               | Хејли Данфи   | Хејли Данфи   | Хејли Данфи | Хејли Данфи | Хејли Данфи | Хејли Данфи |            |            | Алекс Данфи   | Алекс Данфи   | Алекс Данфи   | Алекс Данфи   | Алекс Данфи   | Алекс Данфи   |           |           | Лук Данфи     | Лук Данфи     | Лук Данфи     | Лук Данфи     | Лук Данфи     | Лук Данфи     |  |  |  |  |
|                 |                 |                 |                 |                 |                 |              |              |                |                |                |                |                |                | Калхун Џонсон | Калхун Џонсон | Калхун Џонсон | Калхун Џонсон | Калхун Џонсон | Калхун Џонсон |           |  |            |            | Лили Такер-Причет | Лили Такер-Причет | Лили Такер-Причет | Лили Такер-Причет | Лили Такер-Причет | Лили Такер-Причет |  |  | Рексфорд Такер-Причет | Рексфорд Такер-Причет | Рексфорд Такер-Причет | Рексфорд Такер-Причет | Рексфорд Такер-Причет | Рексфорд Такер-Причет |  |  | Дилан Маршал | Дилан Маршал | Дилан Маршал | Дилан Маршал | Дилан Маршал  | Дилан Маршал  |               |               | Хејли Данфи   | Хејли Данфи   | Хејли Данфи | Хејли Данфи | Хејли Данфи | Хејли Данфи |            |            | Алекс Данфи   | Алекс Данфи   | Алекс Данфи   | Алекс Данфи   | Алекс Данфи   | Алекс Данфи   |           |           | Лук Данфи     | Лук Данфи     | Лук Данфи     | Лук Данфи     | Лук Данфи     | Лук Данфи     |  |  |  |  |
|                 |                 |                 |                 |                 |                 |              |              |                |                |                |                |                |                |               |               |               |               |               |               |           |  |            |            |                   |                   |                   |                   |                   |                   |  |  |                       |                       |                       |                       |                       |                       |  |  |              |              |              |              |               |               |               |               |               |               |             |             |             |             |            |            |               |               |               |               |               |               |           |           |               |               |               |               |               |               |  |  |  |  |
|                 |                 |                 |                 |                 |                 |              |              |                |                |                |                |                |                |               |               |               |               |               |               |           |  |            |            |                   |                   |                   |                   |                   |                   |  |  |                       |                       |                       |                       |                       |                       |  |  |              |              |              |              |               |               |               |               |               |               |             |             |             |             |            |            |               |               |               |               |               |               |           |           |               |               |               |               |               |               |  |  |  |  |
|                 |                 |                 |                 |                 |                 |              |              |                |                |                |                |                |                |               |               |               |               |               |               |           |  |            |            |                   |                   |                   |                   |                   |                   |  |  |                       |                       |                       |                       |                       |                       |  |  | Џорџ         | Џорџ         | Џорџ         | Џорџ         | Џорџ          | Џорџ          |               |               | Попи          | Попи          | Попи        | Попи        | Попи        | Попи        |            |            |               |               |               |               |               |               |           |           |               |               |               |               |               |               |  |  |  |  |

Серију је такође чинило много споредних ликова. Фред Вилард је гостовао као Филов отац Френк; номинован је за најбољег гостујућег глумца у хумористичној серији на 62. додели награда Еми у ударном термину, али је изгубио од наступа Нила Патрика Хариса у серији Гли. Вилард је такође постхумно био номинован за најбољег гостујућег глумца у хумористичној серији на 72. додели награда Еми за креативну уметност 2020. године. Шели Лонг наступа у прве две сезоне и повремено након тога као Диди Причет, Џејева бивша супруга и Клерина и Мичелова мајка.
Нејтан Лејн наступа као Камеронов и Мичелов китњаст пријатељ, Пепер Залцман; био је три пута номинован за награду Еми у ударном термину за најбољег гостујућег глумца у хумористичној серији. Адам Девајн наступа као Енди Бејли, Џејев и Глоријин „мани” (мушка дадиља), Филов помоћник и Хејлиин бивши дечко.

## Развој и продукција

### Почетни развој
Док су аутори Кристофер Лојд и Стивен Левитан разговарали о својим породицама, схватили су да би те приче могле бити темељ за серију. Почели су да раде на идеји да се породица посматра у серији у стилу документарца. Касније су одлучили да би то могла бити серија о три породице и њиховим искуствима. Првобитно се звала Моја америчка породица, а сниматељском екипом је првобитно требало да управља измишљени холандски редитељ по имену Герт Флортје, који живи са Џејовом породицом као студент на размени тинејџера и који је заљубљен у Клер (док је Мичел заљубљен се у њега). Продуценти су касније сматрали да је ова компонента непотребна, па је укинута. Лојд више воли да посматра серију као „породичну серију урађену у документарном стилу”.
Лојд и Левитан су представили серију CBS-у, NBC-ју и ABC-ју (нису је представили Fox-у због проблема које су имали са мрежом током претходне хумористичке серије Back to You, чији су такође аутори и продуценти Лојд и Левитан). CBS, који није био спреман да се у потпуности посвети стилу снимања са једном камером, одбио је серију. NBC, који је већ емитовао серије У канцеларији и Паркови и рекреација, одлучио је да не узме трећу серију у стилу документарца. ABC је прихватио рад на серији.
Пилот епизода је добила позитивне реакције фокус група, због чега је мрежа наручила 13 епизода и додала је у јесењи програм за 2009—2010. дана пре званичног објављивања распореда ABC-ја. Серија је добила пуну сезону у октобру 2009. године.

### Снимање
Снимање је одржано у Лос Анђелесу. Многи од екстеријера налазе се на западној страни града. Кућа породице Данфи се налази у четврти Шевиот Хилс. Од 2014. средња школа Палисадес Чартер се користи за екстеријере Лукове и Манијеве школе.
Лојд и Левитан, који су заједно радили на серијама Фрејжер, Крила и Само за снимка, извршни су продуценти серије, који раде као шоуранери и главни сценаристи под својом кућом Lloyd-Levitan Productions у сарадњи са 20th Century Fox Television-ом. Други оригинални продуценти у тиму за сценарио били су Пол Кориган, Самир Гардези, Џо Лосон, Ден О’Шенон, Бред Волш, Керолајн Вилијамс, Бил Врубел, Дени Зукер и Џеф Мортон.
Од друге сезоне, Левитан и Лојд су водили серију, али не као тим, већ одвојено, при чему је сваки шоуранер надгледао половину епизода. Године 2012. Левитан је за The Hollywood Reporter изјавио: „Крис и ја смо обојица јаки, самоуверени људи, а врло, врло брзо смо схватили да нема смисла да седимо овде и расправљамо један са другим и губимо време”. Додао је: „Често гледамо на ствари са различитих тачака гледишта, па смо рекли: ’Хајде да искључимо то ко има последњу реч.’”

### Парница
У првој сезони, одрасли чланови глумачке екипе су плаћени у распону од отприлике 30.000 до 90.000 долара по епизоди. Након успеха серије, глумци су покушали да поново преговарају о уговорима у лето 2012. како би добили веће хонораре по епизоди, али су преговори пропали до те мере да је прва проба читања сценарија четврте сезоне морала да буде одложена. Пет чланова глумачке екипе (Тај Барел, Џули Боуен, Џеси Тајлер Фергусон, Ерик Стоунстрит и Софија Вергара) унајмили су адвокатску фирму Quinn Emanuel и тужили 20th Century Fox Television Вишем суду округа Лос Анђелеса 24. јула 2012. године. Иако није учествовао у тужби, Ед О’Нил се придружио својим колегама у тражењу повишице за сваког од око 200.000 долара по епизоди; О’Нил је већ зарађивао више новца по епизоди од осталих пет глумаца. У тужби се позивало на „правило седам година” у калифорнијском одељку 2855 Закона о раду (де Хевилендин закон) и тражило се проглашење да су њихови уговори ништави јер су кршили то правило. До 28. јула 2012. сукоб је био решен. Плате пет одраслих чланова глумачке екипе су повећане са 55.000 до 65.000 долара по епизоди на 150.000—175.000 долара, уз повећање током сваке сезоне, плус проценат преосталог профита. О’Нил је већ зарађивао 200.000 долара по епизоди, тако да је његова плата смањена на паритет са осталим колегама, али са већим процентом позадинског профита. Касније током лета, четири од пет дечјих чланова глумачке екипе је преговарало о повећању са 15.000 до 25.000 долара на 70.000 долара по епизоди уз додатних 10.000 долара по сезони.

## Епизоде
| Сезона | Сезона | Епизоде | Премијерно приказивање (САД) | Премијерно приказивање (САД) | Премијерно приказивање (САД) | Премијерно приказивање (Србија) | Премијерно приказивање (Србија) | Премијерно приказивање (Србија) |
| Сезона | Сезона | Епизоде | Премијера                    | Финале                       | Мрежа                        | Премијера                       | Финале                          | Мрежа                           |
| ------ | ------ | ------- | ---------------------------- | ---------------------------- | ---------------------------- | ------------------------------- | ------------------------------- | ------------------------------- |
|        | 1.     | 24      | 23. септембар 2009.          | 19. мај 2010.                |                              | 26. април 2010.                 | 16. јун 2010.                   |                                 |
|        | 2.     | 24      | 22. септембар 2010.          | 25. мај 2011.                | 1. фебруар 2011.             | 13. јул 2011.                   |                                 |                                 |
|        | 3.     | 24      | 21. септембар 2011.          | 23. мај 2012.                | 30. јануар 2012.             | 1. август 2012.                 |                                 |                                 |
|        | 4.     | 24      | 26. септембар 2012.          | 22. мај 2013.                | 12. фебруар 2013.            | 1. август 2013.                 |                                 |                                 |
|        | 5.     | 24      | 25. септембар 2013.          | 21. мај 2014.                | 20. март 2014.               | 10. јул 2014.                   |                                 |                                 |
|        | 6.     | 24      | 24. септембар 2014.          | 20. мај 2015.                | 3. фебруар 2015.             | 25. јун 2015.                   |                                 |                                 |
|        | 7.     | 22      | 23. септембар 2015.          | 18. мај 2016.                | 2. фебруар 2016.             | 25. јун 2015.                   |                                 |                                 |
|        | 8.     | 22      | 21. септембар 2016.          | 17. мај 2017.                | 28. јануар 2017.             | 24. јун 2017.                   |                                 |                                 |
|        | 9.     | 22      | 21. септембар 2017.          | 16. мај 2018.                | 2. фебруар 2018.             | 29. јун 2018.                   |                                 |                                 |
|        | 10.    | 22      | 26. септембар 2018.          | 8. мај 2019.                 | 10. фебруар 2019.            | 14. јул 2019.                   |                                 |                                 |
|        | 11.    | 18      | 25. септембар 2019.          | 8. април 2020.               | 9. фебруар 2020.             | 16. јул 2020.                   |                                 |                                 |

## Теме
Брус Фејлер из The New York Times-а је скренуо пажњу на то како серија приказује све већи начин на који комуникациона технологија обликује начин на који људи перципирају друге, чак и чланове породице. „[Ово] је сигурно прва породична комедија која укључује сопствени хаштаг истовремене самоанализе директно у причу”, пише он. „Марк Закерберг можда има већи утицај на серију Модерна породица од Нормана Лира.”
Сценаристи и глумци су се сложили. „Причали смо о томе како су мобилни телефони убили комедију ситуације јер нико више не иде ни у чију кућу” ради рутинских информација, рекао је Абрахам Хигинботам Фејлеру. „Прихватамо технологију тако да она буде део приче.” Тај Барел се ослања на запажање Фран Лебовиц да не постоји ниједна институција осим медија. „Имао сам тај мали бљесак Фила — и мене — да заједно анализирамо нашу личност споља од тога како нас људи доживљавају.”
Џејмс Паркер из The Atlantic-а је прокоментарисао: „Како један ’родитељ’? Ко ради шта, коју ’улогу’? Да ли је тата довољно тата, а мама довољно мама?”
У чланку из 2014. у Slate-у, извршни продуцент подкаста сајта, Енди Бауерс, становник Вестсајда Лос Анђелеса, где серија снима већину својих екстеријера, похвалио је серију због реалистичног приказа живота у том делу града.

## Пријем

### Гледаност
Од своје премијере, серија је остала популарна. У својој првој сезони, серија је постала шеста најгледанија серија у Америци и трећа најгледанија нова серија. Уз помоћ освајања награде Еми за најбољу хумористичку серију, друга сезона серије постала је најгледанија серија у среду у недељи премијере, а такође је порасла за 34% у односу на претходну сезону међу одраслима између 18 и 49 година. Такође се често рангира као најбоља серија телевизије за одрасле од 18 до 49 година.
Успех серије је позитивно упоређен са серијом Козбијев шоу. Током сезоне 2010–2011. Модерна породица је била најгледанија серија у демографској групи од 18 до 49 година, као и трећа најгледанија комедија ситуације иза CBS-ових серија Штребери и Два и по мушкарца. Сезона је такође заузела прво место међу гледаоцима DVR-а.
Премијера треће сезоне постала је ABC-јева најгледанија премијера сезоне у последњих шест година. Успех серије у гледаности је такође довео до тога да буде заслужна за ревитализацију комедија ситуације.
Године 2016. истраживање The New York Times-а о 50 ТВ серија са највише свиђања на Facebook-у показало је да је модел публике серије Модерна породица прототипски пример градске серије — најпопуларније у либералним, урбаним кластерима у Бостону, Сан Франциску и Санта Барбари, а најмање популарна у руралнијим деловима Кентакија, Мисисипија и Арканзаса”.
Свака телевизијска сезона америчке мреже почиње крајем септембра и завршава се крајем маја, што се поклапа са завршетком маја.
| Сезона | Timeslot (ET) | Епизоде | Прва епизода        | Прва епизода       | Последња епизода | Последња епизода   | TV season  | Rank | Прос. гледаоца (милиони) | 18–49 rating (average) |
| Сезона | Timeslot (ET) | Епизоде | Датум               | Гледаоци (милиони) | Датум            | Гледаоци (милиони) | TV season  | Rank | Прос. гледаоца (милиони) | 18–49 rating (average) |
| ------ | ------------- | ------- | ------------------- | ------------------ | ---------------- | ------------------ | ---------- | ---- | ------------------------ | ---------------------- |
| 1      | среда 21.00   | 24      | 23. септембар 2009. | TBD                | 19. мај 2010.    | TBD                | 2009—2010. | 36   | 9,49                     | 3,9                    |
| 2      | среда 21.00   | 24      | 22. септембар 2010. | TBD                | 25. мај 2011.    | TBD                | 2010—2011. | 24   | 11,76                    | 4,8                    |
| 3      | среда 21.00   | 24      | 21. септембар 2011. | TBD                | 23. мај 2012.    | TBD                | 2011—2012. | 15   | 12,93                    | 5,5                    |
| 4      | среда 21.00   | 24      | 26. септембар 2012. | TBD                | 22. мај 2013.    | TBD                | 2012—2013. | 16   | 12,31                    | 4,9                    |
| 5      | среда 21.00   | 24      | 25. септембар 2013. | TBD                | 21. мај 2014.    | TBD                | 2013—2014. | 19   | 11,79                    | 4,6                    |
| 6      | среда 21.00   | 24      | 24. септембар 2014. | TBD                | 20. мај 2015.    | TBD                | 2014—2015. | 24   | 11,91                    | 4,3                    |
| 7      | среда 21.00   | 22      | 23. септембар 2015. | TBD                | 18. мај 2016.    | TBD                | 2015—2016. | 36   | 9,83                     | 3,4                    |
| 8      | среда 21.00   | 22      | 21. септембар 2016. | TBD                | 17. мај 2017.    | TBD                | 2016—2017. | 34   | 8,79                     | 2,9                    |
| 9      | среда 21.00   | 22      | 27. септембар 2017. | TBD                | 16. мај 2018.    | TBD                | 2017—2018. | 58   | 7,09                     | 2,2                    |
| 10     | среда 21.00   | 22      | 26. септембар 2018. | TBD                | 8. мај 2019.     | TBD                | 2018—2019. | 65   | 6,40                     | 1,9                    |
| 11     | среда 21.00   | 18      | 25. септембар 2019. | TBD                | 8. април 2020.   | TBD                | 2019—2020. | 48   | 7,10                     | 1,9                    |

## Потенцијални спиноф
У јуну 2020. председница ABC Entertainment-а Кери Берк разговарала је о спинофу серије Модерна породица усредсређеном на Мича и Кама, инспирисан идејом аутора и извршног продуцента серије, Стива Левитана.